# Mar del Plata Sevens 2015
Mar del Plata Sevens 2015 – zawody rugby 7 dla męskich i żeńskich reprezentacji narodowych zorganizowane w ramach Mar del Plata Sevens będące kwalifikacją do turnieju rugby 7 na Igrzyskach Panamerykańskich 2015. Odbyły się w dniach 10–11 stycznia 2015 roku na Estadio José María Minella w Mar del Plata.
Stawką obu turniejów były po dwa miejsca w turnieju finałowym rugby 7 na Igrzyskach Panamerykańskich 2015. W zawodach męskich wzięło udział pięć zespołów rywalizujących w pierwszej fazie systemem kołowym, po czym czołowa dwójka zmierzyła się w finale, dwa kolejne zespoły zagrały o Plate. Z kolei w żeńskim turnieju siedem uczestniczących reprezentacji zostało podzielonych na dwie grupy trzy- i czterozespołową. W pierwszej fazie rywalizowały one w ramach tych grup systemem kołowym, po czym w drugim dniu zespoły ponownie walczyły systemem kołowym – czołowe dwójki zmierzyły się o zwycięstwo, pozostała trójka zaś o miejsce piąte. Jednocześnie odbył się towarzyski turniej z udziałem zespołów, które miały już zapewniony udział w igrzyskach panamerykańskich. Podział na grupy został ogłoszony 9 stycznia 2015 roku.
Awans na Igrzyska Panamerykańskie 2015 uzyskali reprezentanci Chile i Brazylii oraz reprezentantki Argentyny i Kolumbii.

## Mężczyźni

### Faza grupowa
| 10 stycznia 201512:06 | Chile | 33:5 | Kolumbia | Predio Salvador Tatore Vuoso, Mar del Plata |
| 10 stycznia 201512:06 |       | 33:5 |          | Predio Salvador Tatore Vuoso, Mar del Plata |

| 10 stycznia 201512:28 | Brazylia | 19:15 | Paragwaj | Predio Salvador Tatore Vuoso, Mar del Plata |
| 10 stycznia 201512:28 |          | 19:15 |          | Predio Salvador Tatore Vuoso, Mar del Plata |

| 10 stycznia 201515:02 | Peru | 5:47 | Chile | Predio Salvador Tatore Vuoso, Mar del Plata |
| 10 stycznia 201515:02 |      | 5:47 |       | Predio Salvador Tatore Vuoso, Mar del Plata |

| 10 stycznia 201515:24 | Kolumbia | 5:31 | Brazylia | Predio Salvador Tatore Vuoso, Mar del Plata |
| 10 stycznia 201515:24 |          | 5:31 |          | Predio Salvador Tatore Vuoso, Mar del Plata |

| 10 stycznia 201517:58 | Paragwaj | 24:0 | Peru | Predio Salvador Tatore Vuoso, Mar del Plata |
| 10 stycznia 201517:58 |          | 24:0 |      | Predio Salvador Tatore Vuoso, Mar del Plata |

| 10 stycznia 201518:20 | Chile | 7:7 | Brazylia | Predio Salvador Tatore Vuoso, Mar del Plata |
| 10 stycznia 201518:20 |       | 7:7 |          | Predio Salvador Tatore Vuoso, Mar del Plata |

| 11 stycznia 201512:06 | Paragwaj | 17:10 | Kolumbia | Predio Salvador Tatore Vuoso, Mar del Plata |
| 11 stycznia 201512:06 |          | 17:10 |          | Predio Salvador Tatore Vuoso, Mar del Plata |

| 11 stycznia 201512:28 | Peru | 5:26 | Brazylia | Predio Salvador Tatore Vuoso, Mar del Plata |
| 11 stycznia 201512:28 |      | 5:26 |          | Predio Salvador Tatore Vuoso, Mar del Plata |

| 11 stycznia 201515:02 | Chile | 19:0 | Paragwaj | Predio Salvador Tatore Vuoso, Mar del Plata |
| 11 stycznia 201515:02 |       | 19:0 |          | Predio Salvador Tatore Vuoso, Mar del Plata |

| 11 stycznia 201515:24 | Peru | 0:21 | Kolumbia | Predio Salvador Tatore Vuoso, Mar del Plata |
| 11 stycznia 201515:24 |      | 0:21 |          | Predio Salvador Tatore Vuoso, Mar del Plata |

### Faza pucharowa

#### Mecz o 3. miejsce
| 11 stycznia 201517:58 | Paragwaj | 14:21 | Kolumbia | Predio Salvador Tatore Vuoso, Mar del Plata |
| 11 stycznia 201517:58 |          | 14:21 |          | Predio Salvador Tatore Vuoso, Mar del Plata |

#### Mecz o 1. miejsce
| 11 stycznia 201518:20 | Chile | 7:0 | Brazylia | Predio Salvador Tatore Vuoso, Mar del Plata |
| 11 stycznia 201518:20 |       | 7:0 |          | Predio Salvador Tatore Vuoso, Mar del Plata |

### Klasyfikacja końcowa
| Miejsce | Reprezentacja | Uwagi            |
| ------- | ------------- | ---------------- |
| 1       | Chile         | Awans na IP 2015 |
| 2       | Brazylia      | Awans na IP 2015 |
| 3       | Kolumbia      | -                |
| 4       | Paragwaj      | -                |
| 5       | Peru          | -                |

## Kobiety

### Pierwsza faza grupowa

#### Grupa A
| 10 stycznia 201511:00 | Chile | 12:10 | Paragwaj | Predio Salvador Tatore Vuoso, Mar del Plata |
| 10 stycznia 201511:00 |       | 12:10 |          | Predio Salvador Tatore Vuoso, Mar del Plata |

| 10 stycznia 201513:56 | Argentyna | 24:0 | Paragwaj | Predio Salvador Tatore Vuoso, Mar del Plata |
| 10 stycznia 201513:56 |           | 24:0 |          | Predio Salvador Tatore Vuoso, Mar del Plata |

| 10 stycznia 201516:52 | Argentyna | 41:5 | Chile | Predio Salvador Tatore Vuoso, Mar del Plata |
| 10 stycznia 201516:52 |           | 41:5 |       | Predio Salvador Tatore Vuoso, Mar del Plata |

#### Grupa B
| 10 stycznia 201511:22 | Kolumbia | 36:0 | Peru | Predio Salvador Tatore Vuoso, Mar del Plata |
| 10 stycznia 201511:22 |          | 36:0 |      | Predio Salvador Tatore Vuoso, Mar del Plata |

| 10 stycznia 201511:44 | Wenezuela | 10:5 | Urugwaj | Predio Salvador Tatore Vuoso, Mar del Plata |
| 10 stycznia 201511:44 |           | 10:5 |         | Predio Salvador Tatore Vuoso, Mar del Plata |

| 10 stycznia 201514:18 | Kolumbia | 5:10 | Wenezuela | Predio Salvador Tatore Vuoso, Mar del Plata |
| 10 stycznia 201514:18 |          | 5:10 |           | Predio Salvador Tatore Vuoso, Mar del Plata |

| 10 stycznia 201514:40 | Urugwaj | 29:0 | Peru | Predio Salvador Tatore Vuoso, Mar del Plata |
| 10 stycznia 201514:40 |         | 29:0 |      | Predio Salvador Tatore Vuoso, Mar del Plata |

| 10 stycznia 201517:14 | Kolumbia | 12:7 | Urugwaj | Predio Salvador Tatore Vuoso, Mar del Plata |
| 10 stycznia 201517:14 |          | 12:7 |         | Predio Salvador Tatore Vuoso, Mar del Plata |

| 10 stycznia 201517:36 | Peru | 12:26 | Wenezuela | Predio Salvador Tatore Vuoso, Mar del Plata |
| 10 stycznia 201517:36 |      | 12:26 |           | Predio Salvador Tatore Vuoso, Mar del Plata |

### Druga faza grupowa

#### Cup
| 11 stycznia 201511:22 | Argentyna | 17:0 | Kolumbia | Predio Salvador Tatore Vuoso, Mar del Plata |
| 11 stycznia 201511:22 |           | 17:0 |          | Predio Salvador Tatore Vuoso, Mar del Plata |

| 11 stycznia 201511:44 | Wenezuela | 10:0 | Chile | Predio Salvador Tatore Vuoso, Mar del Plata |
| 11 stycznia 201511:44 |           | 10:0 |       | Predio Salvador Tatore Vuoso, Mar del Plata |

| 11 stycznia 201514:18 | Argentyna | 22:5 | Chile | Predio Salvador Tatore Vuoso, Mar del Plata |
| 11 stycznia 201514:18 |           | 22:5 |       | Predio Salvador Tatore Vuoso, Mar del Plata |

| 11 stycznia 201514:40 | Wenezuela | 0:12 | Kolumbia | Predio Salvador Tatore Vuoso, Mar del Plata |
| 11 stycznia 201514:40 |           | 0:12 |          | Predio Salvador Tatore Vuoso, Mar del Plata |

| 11 stycznia 201517:14 | Chile | 0:25 | Kolumbia | Predio Salvador Tatore Vuoso, Mar del Plata |
| 11 stycznia 201517:14 |       | 0:25 |          | Predio Salvador Tatore Vuoso, Mar del Plata |

| 11 stycznia 201517:36 | Argentyna | 22:5 | Wenezuela | Predio Salvador Tatore Vuoso, Mar del Plata |
| 11 stycznia 201517:36 |           | 22:5 |           | Predio Salvador Tatore Vuoso, Mar del Plata |

### Plate
| 11 stycznia 201511:00 | Paragwaj | 38:5 | Peru | Predio Salvador Tatore Vuoso, Mar del Plata |
| 11 stycznia 201511:00 |          | 38:5 |      | Predio Salvador Tatore Vuoso, Mar del Plata |

| 11 stycznia 201513:56 | Paragwaj | 10:0 | Urugwaj | Predio Salvador Tatore Vuoso, Mar del Plata |
| 11 stycznia 201513:56 |          | 10:0 |         | Predio Salvador Tatore Vuoso, Mar del Plata |

| 11 stycznia 201516:52 | Urugwaj | 26:7 | Peru | Predio Salvador Tatore Vuoso, Mar del Plata |
| 11 stycznia 201516:52 |         | 26:7 |      | Predio Salvador Tatore Vuoso, Mar del Plata |

### Klasyfikacja końcowa
| Miejsce | Reprezentacja | Uwagi            |
| ------- | ------------- | ---------------- |
| 1       | Argentyna     | Awans na IP 2015 |
| 2       | Kolumbia      | Awans na IP 2015 |
| 3       | Wenezuela     | -                |
| 4       | Chile         | -                |
| 5       | Paragwaj      | -                |
| 6       | Urugwaj       | -                |
| 7       | Peru          | -                |